# O Herre Gud och Fader min
O Herre Gud och Fader min (tyska: Hertz allerliebster Vater mein) är en tysk psalm. Psalmen översattes till svenska av Petrus Brask med inledningen Trofaste Gud och Fader min. Texten bearbetades senare av Jesper Swedberg och fick inledningen O Herre Gud och Fader min.

## Publicerad i
- Den svenska psalmboken 1694 som nummer 397 under rubriken "Psalmer För åtskillige Stånds personer/ och wid besynnerliga tillfällen".
- 1695 års psalmbok som nummer 338 under rubriken "Psalmer för Resande til landz och watn".[1]